# 찬드라키르티

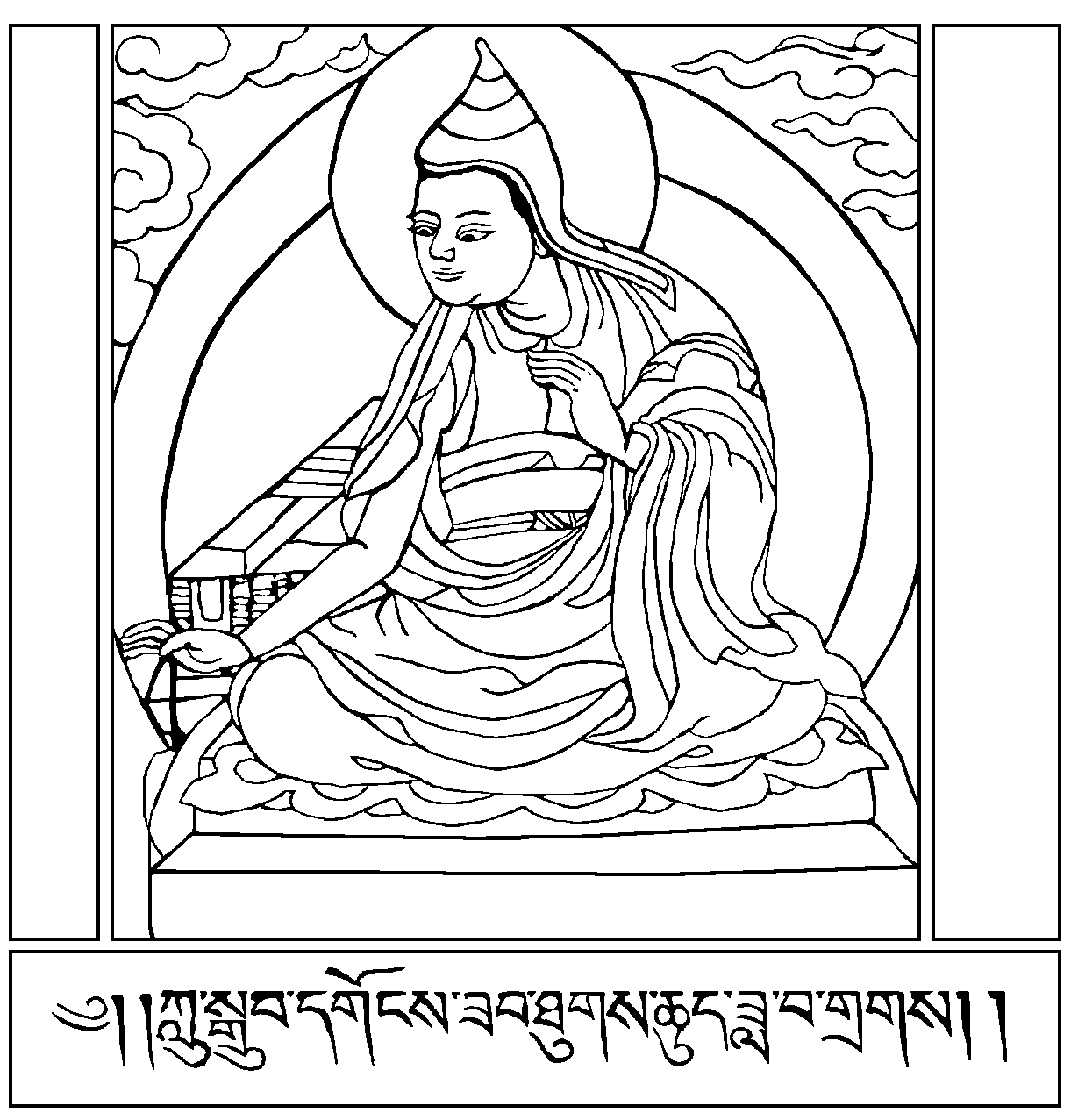

찬드라키르티(Chandrakirti, 600년 경 ~ 650년 경)는 중관파의 불교 학자이다. 나가르주나의 작품과 아리아데바의 주요 가르침의 해설자이다. Prasannapadā, Madhyamakāvatāra라는 2개의 주요 작품을 썼다.
남인도에서 태어나 비구가 되었고 카말라부디의 제자로 알려졌다.
7~10세기 사이에 찬다르키르티는 그의 작품이 중국어로 번역된 적이 없어서 영향력이 매우 없어 보였다. 그러나 11~12세기에 북쪽, 특히 카슈미르와 티베트에 영향력 있게 되었다. 시간이 지남에 따라 티베트 불교 중관파 철학 연구의 주된 출전이 되었다.

## 같이 보기
- 샨티데바